# Morfismo

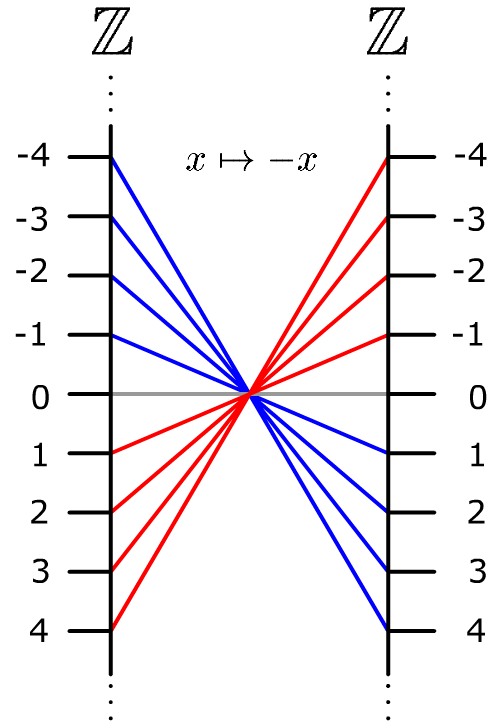
Automorfismo en que asigna a cada número entero su opuesto.

En varios campos de las matemáticas, se llaman morfismos (u homomorfismos) a las aplicaciones entre estructuras matemáticas que preservan la estructura interna. Por ejemplo, en teoría de conjuntos, los morfismos son las funciones entre conjuntos; en álgebra lineal, las transformaciones lineales; y en topología, las funciones continuas.
En teoría de categorías, el morfismo es una noción más general; una categoría viene dada por dos tipos de datos: una clase de objetos y, para cada par de objetos X e Y, un conjunto de morfismos desde X a Y. Los morfismos son frecuentemente representados como flechas entre esos objetos. En el caso de una categoría concreta, X e Y son conjuntos de cierto tipo y un morfismo f es una función desde X a Y satisfaciendo alguna condición; este ejemplo origina la notación f: X → Y. Pero no toda categoría es concreta, por tanto estos no son los únicos tipos de morfismos.

## Definición
Los morfismos forman parte de la definición de categoría. Dentro de una categoría, cada morfismo {\displaystyle f} tiene asociados dos objetos de la categoría, su dominio y su codominio, que se notan respectivamente por {\displaystyle \operatorname {dom} f} y {\displaystyle \operatorname {cod} f}. Un morfismo {\displaystyle f} con {\displaystyle \operatorname {dom} f=a} y {\displaystyle \operatorname {cod} f=b} suele notarse como {\displaystyle f\colon a\to b}.
Los morfismos dentro de una categoría deben cumplir además los siguientes axiomas:
- para cada par de morfismos {\displaystyle f,g} cumpliendo que {\displaystyle \operatorname {dom} g=\operatorname {cod} f}, existe su composición {\displaystyle g\circ f\colon \operatorname {dom} f\to \operatorname {cod} g}. La composición es asociativa, cumpliendo que {\displaystyle h\circ (g\circ f)=(h\circ g)\circ f} para cualquier morfismo componible {\displaystyle f,g,h}.
- cada objeto {\displaystyle a} consta de un morfismo identidad {\displaystyle \mathrm {id} _{a}\colon a\to a}. Esta identidad es un elemento neutro respecto de la composición; es decir, se tendrá {\displaystyle \mathrm {id} \circ f=f} y {\displaystyle g\circ \mathrm {id} =g} en los casos en los que los morfismos sean componibles.

## Tipos de morfismos

### Monomorfismos y epimorfismos
Un morfismo {\displaystyle f\colon a\to b} se llama monomorfismo cuando es cancelable a derecha, es decir, cuando para cualesquiera {\displaystyle g,h\colon z\to a} se cumple que {\displaystyle f\circ g=f\circ h\;\implies \;g=h}. Dualmente, un morfismo {\displaystyle f\colon a\to b} se llama epimorfismo cuando es cancelable a izquierda, es decir, cuando para cualesquiera {\displaystyle g,h\colon b\to z} se cumple que {\displaystyle g\circ f=h\circ f\;\implies \;g=h}.
A los morfismos que son monomorfismos y epimorfismos se les llama bimorfismos.

### Inversas laterales
En el caso en el que existan dos morfismos {\displaystyle f\colon a\to b} y {\displaystyle g\colon b\to a} cumpliendo que {\displaystyle g\circ f=\mathrm {id} _{a}}, diremos que el morfismo {\displaystyle f} tiene una inversa a izquierda, o, equivalentemente, que es una sección; mientras que el morfismo {\displaystyle g} tiene una inversa a derecha, o, equivalentemente, que es una retracción.
Nótese que toda sección debe ser un monomorfismo y que toda retracción debe ser un epimorfismo.  Debido a esto, a las secciones se las llama también monomorfismos escindidos (split monomorphism) y a las retracciones se las llama epimorfismos escindidos (split epimorphism). Sin embargo, el converso no es cierto; existen categorías en las que no todos los monomorfismos y epimorfismos son escindidos.

### Isomorfismos
Un morfismo {\displaystyle f\colon a\to b} se llama isomorfismo cuando es invertible, es decir, cuando existe un morfismo {\displaystyle g\colon b\to a} tal que {\displaystyle g\circ f=\mathrm {id} _{a}} y {\displaystyle f\circ g=\mathrm {id} _{b}}.
Cuando un morfismo tiene inversa a izquierda y a derecha, puede demostrarse que ambas deben coincidir. En este caso, se la llama simplemente inversa. La inversa de un morfismo {\displaystyle f} es única y es a su vez un isomorfismo que tiene a {\displaystyle f} como inversa. Nótese que todo isomorfismo es en particular un bimorfismo, pero que no todo bimorfismo es un isomorfismo.
Dos objetos {\displaystyle a,b} con un isomorfismo {\displaystyle f\colon a\to b} entre ellos se llaman isomorfos o equivalentes. La isomorfía es una relación de equivalencia y se nota como {\displaystyle a\cong b}.

### Endomorfismos y automorfismos
Los morfismos que tienen a un objeto {\displaystyle a} como dominio y codominio, {\displaystyle f\colon a\to a}, se llaman endomorfismos de {\displaystyle a}. Un automorfismo es un endomorfismo que es además un isomorfismo.

## Ejemplos
Algunos ejemplos de morfismos son homomorfismos de las categorías estudiadas en álgebra universal (tales como los de grupos, anillos, etc), funciones continuas entre espacios topológicos, elementos de un monoide cuando es visto como categoría, caminos en un espacio topológico (lo que engendra a un grupoide), funtores entre categorías, y muchos otros.
- Un homeomorfismo es simplemente un isomorfismo en la categoría de los espacios topológicos.
- Un difeomorfismo es simplemente un isomorfismo en la categoría de las variedades diferenciables.